# Le Carton fantastique
Pour plus de détails, voir Fiche technique et Distribution.
Le Carton fantastique est un film muet français de court métrage réalisé par Georges Méliès, sorti en 1907.

## Fiche technique
- Titre original : Le Carton fantastique
- Réalisateur : Georges Méliès
- Producteur : Georges Méliès
- Société de production : Star Film
- Société de distribution : Star Film
- Pays de production :  France
- Langue : film muet avec les intertitres en français
- Métrage : 74 mètres
- Format : Noir et blanc — 35 mm — 1,33:1 — Muet
- Genre : Film fantastique
- Durée : 2 minutes 25
- Dates de sortie : 
  - France : 1907
  - États-Unis : 18 mars 1907